# لوچیانو نگرینی
لوچیانو نگرینی (انگلیسی: Luciano Negrini; ۲۲ ژوئن ۱۹۲۰ – ۱۲ دسامبر ۲۰۱۲) اهل ایتالیا بود.
وی در مسابقات کشوری و بین‌المللی در مجموع برندهٔ ۱ مدال نقره شده‌است.